# 海辺の金魚
『海辺の金魚』（うみべのきんぎょ）は、2021年6月25日公開の日本映画。監督は本作が長編映画初監督となる小川紗良、主演は小川未祐。第22回全州国際映画祭インターナショナルコンペティション部門正式招待作品。

## 製作
本作は小川にとって初めての長編映画監督作品となるが、早稲田大学在学中、是枝裕和に師事している小川はこれまでに自主製作映画を3作品製作・映画祭において入選を果たしており、タイトルを「海辺の金魚」とした理由についてこう述べている。
公開に先立ち、2021年6月10日に小川が執筆した同名タイトルの表題作を含む4作品が収録された連作短編集が発売された。

## あらすじ
母が起こした事件の影響により、幼い頃から児童養護施設で過ごしてきた花。そこに自分と同じ境遇を持つ8歳の少女・晴海が入所してくる。年齢は違えども同じ境遇の中で生きている同士のおかげで2人は少しずつ心を開いていく。しかし、18歳の花がこの施設で過ごせるのも今年の夏が最後となり、施設の子供たちか母親とともに過ごすかの選択を迫られることになる。

## キャスト
瀬戸口花
演 - 小川未祐
母が起こした事件の影響で幼い頃から児童養護施設で過ごす18歳の女性。
晴海
演 - 花田琉愛
花が過ごす児童養護施設に入所してきた8歳の女児。
高山勉
演 - 芹澤興人
児童養護施設の施設長。愛称はタカ兄。
大野貫太
演 - 福崎那由他
花の同級生であり、数少ない友人。
瀬戸口京子
演 - 山田キヌヲ
花の母。自分が起こした事件の影響で児童養護施設で過ごす娘が最後の夏に迎えに来てくれるのを待っている。

## スタッフ
- 監督・脚本・編集：小川紗良
- 撮影：山崎裕
- 録音：島津未来介
- 美術：菊地実幸、安藤秀敏
- 衣裳：田口慧
- ヘアメイク：入江美雪希
- 制作担当：望月ひかる
- 音楽：渡邊崇
- 効果整音：高木創
- スチール：川島小鳥
- グラフィックデザイン：多田明日香
- 助監督：石井将
- 企画・プロデュース：小出大樹
- 共同プロデューサー：岡田真、佐藤現
- 製作・配給：東映ビデオ

## 主題歌
「あ、そ、か」（Sony Music Artists Inc.）
作詞・作曲・歌：橋本絵莉子

## ノベライズ版
2021年6月10日にポプラ社より発売。監督の小川が自ら執筆を担当。